# Lea-Katlen Kühne

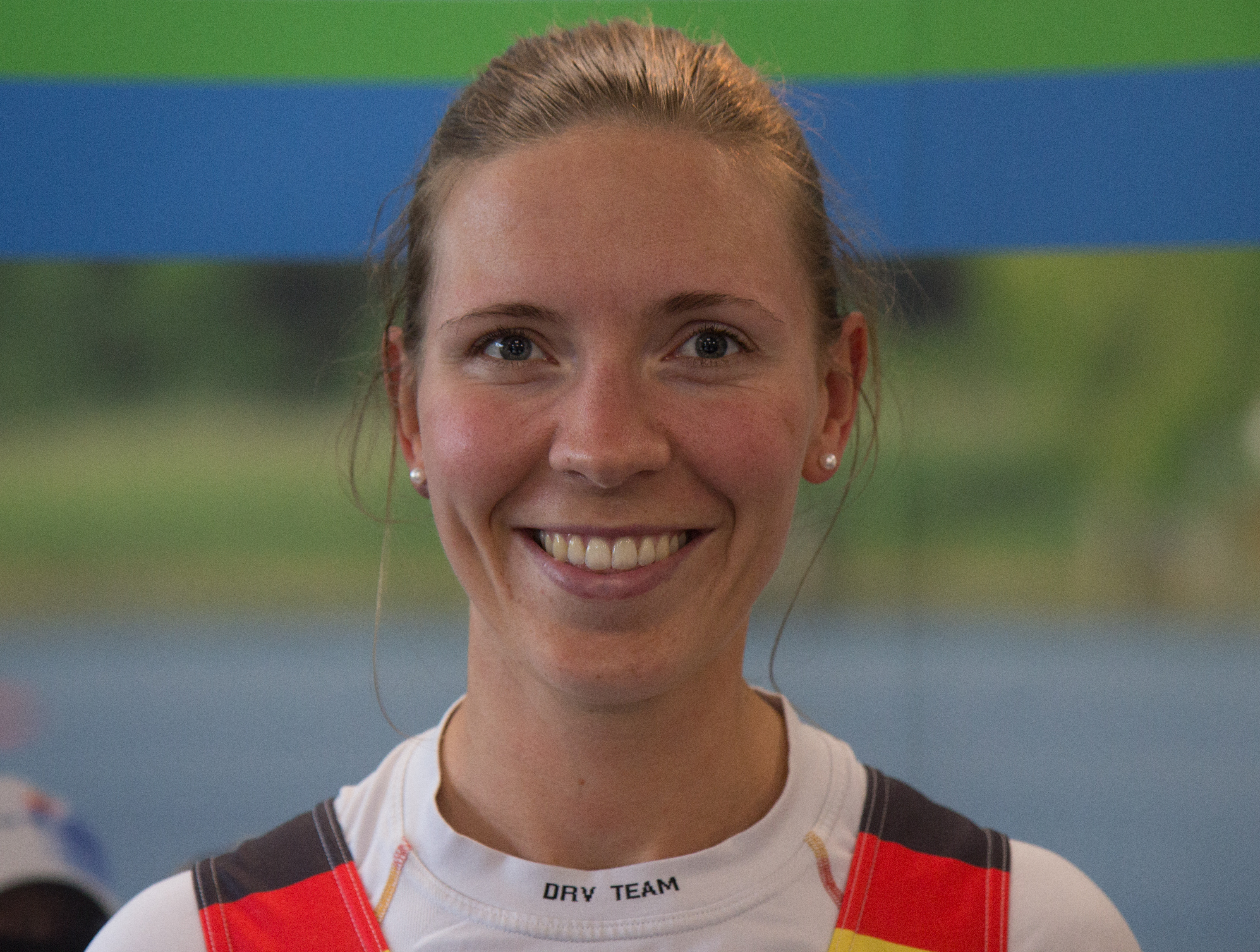
Lea-Katlen Kühne (2017)

Lea-Katlen Kühne, auch Lea-Kathleen Kühne,  (* 25. Juni 1991 in Mainz) ist eine ehemalige deutsche Ruderin. Ihr größter Erfolg war die Bronzemedaille im Vierer ohne Steuerfrau bei den Weltmeisterschaften 2016.

## Leben
Lea-Katlen Kühne vom Mainzer Ruderverein von 1878 gewann 2010 zusammen mit Barbara Karches, Clara Karches und Silke Günther den Titel im Vierer ohne Steuerfrau bei den deutschen Ruder-Meisterschaften. Im gleichen Jahr belegte sie bei den U23-Weltmeisterschaften den dritten Platz im Vierer zusammen mit Mona Benger, Kathrin Ketterer und Constanze Duell. Im Jahr darauf siegte der deutsche Vierer mit Clara Karches, Lea-Katlen Kühne, Isabella Reimund und Kathrin Marchand bei der U23-Weltmeisterschaft, 2012 erreichte der deutsche Vierer den siebten Platz. 2012 gewann Kühne den deutschen Meistertitel im Achter. Bei ihrer vierten Teilnahme an den U23-Weltmeisterschaften ruderte Kühne 2013 ebenfalls im Achter und gewann noch einmal Bronze.
Drei Jahre später nahm Lea-Katlen Kühne mit dem deutschen Achter an den Europameisterschaften 2016 in Brandenburg an der Havel teil und belegte den fünften Platz. Nachdem der Achter die Olympiaqualifikation für 2016 verpasst hatte, wechselte sie in den Vierer ohne Steuerfrau. Bei der letzten Weltcup-Regatta 2016 siegten Charlotte Reinhardt, Alexandra Höffgen, Melanie Hansen und Lea-Katlen Kühne. Zwei Monate später bei den Weltmeisterschaften 2016 in den nichtolympischen Bootsklassen siegte der Vierer aus dem Vereinigten Königreich vor dem Boot aus den Vereinigten Staaten, dahinter erkämpften Melanie Hansen, Ronja Schütte, Charlotte Reinhardt und Lea-Katlen Kühne die Bronzemedaille. 2017 traten Hansen und Kühne im Zweier ohne Steuerfrau an und belegten den sechsten Platz bei den Weltmeisterschaften in Sarasota. 2018 trat Kühne mit ihrer Mainzer Vereinskameradin Hannah Bornschein im Weltcup als Zweier an und erreichten einen elften Platz in Linz.